# Josef Pančík
Josef Pančík (*  7. září 1938 Blatnička) je český varhaník, sbormistr a hudební pedagog.

## Život
Narodil se v obci Blatnička na Hodonínsku 7. září 1938. Jeho otec byl kapelník dechové hudby, varhaník a sbormistr v Blatničce. Navštěvoval lekce klavíru na Lidové škole umění ve Veselí nad Moravou. Vystudoval obor varhany u Josefa Černockého na Státní konzervatoři Brno (1959) a poté pokračoval studiem řízení sboru u Josefa Veselky na Janáčkově akademii múzických umění v Brně (JAMU, 1963). V té době už byl členem Akademického pěveckého sdružení Moravan, jako posluchač JAMU spolupracoval také s Brněnským akademickým sborem a založil Brněnské madrigalisty.
Po návratu z dvouleté povinné vojenské služby nastoupil v roce 1965 do Janáčkovy opery Státního divadla v Brně jako druhý sbormistr a v roce 1968 se stal vedoucím jejím sbormistrem. V průběhu více než 30 let zdejšího působení nastudoval téměř 200 premiér klasického i moderního repertoáru (k roku 1998) a nadále zde vytrval. Za 52 let svého sbormistrovtví nastudoval 150 operních titulů.
Od roku 1980 začal vyučovat řízení sboru na JAMU. V roce 1992, kdy Brněnští madrigalisté ukončili svoji činnost, začal působit u Pražského komorního sboru.
Obdržel Cenu města Brna za rok 1998 v hudební oblasti. V roce 2008 mu byla udělena Cena Bedřicha Smetany a v roce 2012 Cena Nadace Život umělce Senior Prix. V lednu 2019 obdržel Classic Prague Award za celoživotní přínos.